# ICAD/SX
ICAD/SXとは、富士通株式会社が1980年代から自主開発しているCADソフトウエアである。2001年より開発は富士通の子会社「デジタルプロセス株式会社」に、2010年より「iCAD株式会社」に移管されている。
かつてはUNIX OS(EWS)で動作する2次元主体のCADであったが、1990年代後半からWindowsに移植され、また3次元機能が強化された3次元2次元統合ソフトウエアである。
設計する対象物を「機械装置」「生産設備」「工作機械」などの部品点数が多い、少数生産（あるいは一品生産）品に絞ったソフトウエア開発がされている。そのためCSGと呼ばれるデータ構造を内部でもち、部品点数が多い製品の設計やコンピュータ上での組み立てに対しても高速処理ができることが特徴。一方、自由曲面の多い自動車部品や家電製品のような民生品の形状表現には不向き。いわゆるミドルレンジと呼ばれる価格帯のCADソフトウェアの1つである。
2010年に販売開始したバージョン７以降は、「ｉCAD/SX」と表記している。海外向けは製品名称が異なり、「FJICAD/SX」となる。